# Senegal i olympiska vinterspelen 1984
Senegal deltog med en deltagare vid de olympiska vinterspelen 1984 i Sarajevo. Landets deltagare erövrade ingen medalj.